# سون چانگ مین
سون چانگ مین (کره‌ای: 손창민؛ زادهٔ ۲۴ آوریل ۱۹۶۵) بازیگر اهل کره جنوبی است. از فیلم‌ها یا برنامه‌های تلویزیونی که وی در آن نقش داشته است می‌توان به افتخار جین، دختر پرروی من و پلیس‌های تازه‌کار اشاره کرد.